# Liste von Wolfsnachweisen in Deutschland 1900–2000
Die Liste von Wolfsnachweisen in Deutschland 1900–2000 führt ausschließlich Fälle auf, die die natürliche Wiedereinwanderung von Wölfen dokumentieren. Gehegeausbrüche und Meldungen aus bereits bekannten besiedelten Gebieten werden nicht berücksichtigt. Der Wolf war im Gebiet des heutigen Deutschland spätestens 1850 ausgerottet, alle ab der zweiten Hälfte des 19. Jahrhunderts bis zum Ende des 20. Jahrhunderts erschienenen Wölfe waren sehr wahrscheinlich Zuwanderer.
Nachdem 1904 ein Wolf in der Lausitz abgeschossen worden war, gab es bis 1948 keinen eindeutigen Beleg für die Anwesenheit eines Wolfs im Gebiet. Seit 1996 kehren Wölfe, ausgehend vom Truppenübungsplatz Oberlausitz in der ostsächsischen Muskauer Heide, nach Deutschland zurück. Im Jahr 2000 wurde in Deutschland, und zwar in der Lausitz, erstmals wieder die Geburt von Welpen registriert.
Zur Situation im 21. Jahrhundert siehe Wölfe in Deutschland
| Datum          | Bundesland / Region                                           | zum Tier                                                       | Nachweisart                | Anmerkungen |
| -------------- | ------------------------------------------------------------- | -------------------------------------------------------------- | -------------------------- | --- |
| 27. Feb. 1904  | Sachsen / zwischen Neustadt/Spree und Tzschelln (Oberlausitz) | Rüde                                                           | Abschuss                   | Der präparierte „Tiger von Sabrodt“ befindet sich auf Schloss Hoyerswerda im dortigen Stadtmuseum. |
| 27. Aug. 1948  | Niedersachsen / Fallingbostel                                 | Rüde, 4,5 Jahre alt, 42,5 kg schwer                            | Abschuss                   | siehe dazu: Würger vom Lichtenmoor |
| März 1952      | Mecklenburg-Vorpommern / Parchim                              | Rüde, etwa 6 Jahre alt                                         | Schlingenfang (erschlagen) | [ 4 ] |
| 23. März 1952  | Niedersachsen / Celle                                         | Rüde, 4 bis 5 Jahre alt, 54 kg schwer                          | Abschuss                   | [ 4 ] [ 3 ] |
| 22. Juli 1952  | Niedersachsen / Uelzen                                        | Rüde, 6 bis 7 Jahre alt, 40 kg schwer                          | Abschuss                   | [ 4 ] [ 3 ] |
| Okt. 1955      | Niedersachsen / Nienburg                                      | Rüde, sehr alt, 30,5 kg schwer                                 | Fangeisen                  | [ 4 ] |
| 15. Feb. 1956  | Niedersachsen / Gifhorn                                       | Rüde, 4 Jahre alt, 41 kg schwer                                | Abschuss                   | [ 4 ] [ 3 ] |
| Dez. 1956      | Sachsen-Anhalt / Burg                                         | ohne Angaben                                                   | Abschuss                   | [ 4 ] |
| 24. März 1961  | Brandenburg / Fläming, Luckau                                 | Rüde, 4 bis 5 Jahre alt, 70 kg schwer; kam aus der Hohen Tatra | Abschuss                   | Bei Mehlsdorf wurde zum Andenken an „den letzten Wolf“ ein Findling mit der Inschrift versehen: Am 24.3.1961 wurde im Mehlsdorfer Busch 404 m von diesem Stein entfernt in Richtung SSW ein Wolf erlegt. Das Tier wurde präpariert und im Regionalmuseum in Jüterbog ausgestellt. |
| 1963 oder 1964 | Nordrhein-Westfalen / Bergheim                                | ohne Angaben                                                   | Abschuss                   | [ 4 ] |
| 1972           | Bayern                                                        | ohne Angaben                                                   | Abschuss                   | [ 4 ] |
| Dez. 1973      | Niedersachsen / Rotenburg                                     | Wölfin, 7 bis 8 Monate alt, 28,5 kg schwer                     | Abschuss                   | [ 4 ] |
| 16. Apr. 1976  | Brandenburg / Jüterbog                                        | Rüde, 40 kg schwer                                             | Schlingenfang              | [ 4 ] [ 3 ] |
| 27. Sep. 1979  | Brandenburg / Beeskow                                         | Rüde, 2 bis 3 Jahre alt, 43 kg schwer                          | Abschuss                   | [ 4 ] [ 3 ] |
| 17. Mai 1982   | Sachsen-Anhalt / Genthin                                      | Rüde, 2 bis 3 Jahre alt, 37 kg schwer                          | Abschuss                   | [ 4 ] [ 3 ] |
| 20. Sep. 1982  | Brandenburg / Herzberg                                        | Rüde                                                           | angeschossen und verendet  | [ 4 ] [ 3 ] |
| Okt. 1982      | Niedersachsen / Celle                                         | Wölfin, etwa 2 Jahre alt                                       | Abschuss                   | [ 4 ] |
| 16. Sep. 1984  | Mecklenburg-Vorpommern / Ludwigslust                          | Rüde, 3 bis 4 Jahre alt, 37 kg schwer                          | Abschuss                   | [ 4 ] [ 3 ] |
| 13. Nov. 1985  | Brandenburg / Eberswalde                                      | Rüde, 45 kg schwer                                             | Abschuss                   | [ 4 ] [ 3 ] |
| 30. Nov. 1985  | Brandenburg / Schorfheide                                     | ohne Angaben                                                   | Abschuss                   | [ 3 ] |
| 8. Nov. 1986   | Brandenburg / Eberswalde                                      | Rüde, 33 kg schwer                                             | Abschuss                   | [ 4 ] [ 3 ] |
| 28. Feb. 1987  | Mecklenburg-Vorpommern / Hagenow                              | Rüde, 3 bis 4 Jahre alt, 40 kg schwer                          | Abschuss                   | [ 4 ] [ 3 ] |
| Mai 1989       | Mecklenburg-Vorpommern / Ribnitz-Damgarten                    | Rüde, 3 Jahre alt, 42 kg schwer                                | Abschuss                   | [ 4 ] |
| 1. Mai 1991    | Brandenburg / Prignitz, Perleberg                             | Rüde                                                           | Abschuss                   | Der junge Rüde wurde im Beisein des örtlichen Zoodirektors und der Polizei von einem Revierjäger erschossen. Obwohl der Abschuss ohne Rechtsgrundlage erfolgte, zog er keine rechtlichen Konsequenzen nach sich.                                                                  |
| 3. Mai 1991    | Brandenburg / Kreis Bernau                                    | Rüde                                                           | Abschuss                   | Der Wolf wurde von einem Jäger erschossen, der angab, ihn für einen wildernden Hund gehalten zu haben. Ein strafrechtliches Ermittlungsverfahren wurde eingeleitet und eingestellt.                                                                                               |
| 17. Mai 1991   | Brandenburg / Märkisch-Oderland                               | Rüde, 40 kg schwer                                             | Abschuss                   | von einem Jäger bei Buckow, zwischen Pritzhagen und Ihlow, erschossen |
| 24. Mai 1991   | Brandenburg / Barnim                                          | Rüde                                                           | Verkehrsunfall / Abschuss  | [ 4 ] |
| Feb. 1992      | Sachsen-Anhalt / Salzwedel                                    | Rüde, jung, 72 kg schwer                                       | Abschuss                   | [ 4 ] |
| Sep. 1992      | Bayern                                                        | ohne Angaben                                                   | Verkehrsunfall             | [ 4 ] |
| 27. Aug. 1993  | Brandenburg / Barnim                                          | Rüde, etwa 3 Jahre alt, 42,8 kg schwer                         | Verkehrsunfall             | [ 4 ] |
| 23. Juli 1994  | Brandenburg / Gandenitz, Uckermark                            | Rüde, 48 kg schwer                                             | Abschuss                   | illegal bei einer Jagd erschossen |
| 7. Dez. 1994   | Bayern / Cham                                                 | Rüde                                                           | Verkehrsunfall / Abschuss  | [ 4 ] |
| 1996           | Sachsen / Muskauer Heide                                      | Rüde                                                           | regelmäßige Beobachtungen  | Es handelt sich um den Wolf, der ab 2000 das Muskauer Rudel mitbegründete. |
| 9. Jan. 1999   | Mecklenburg-Vorpommern / Uecker-Randow                        | Rüde, 2 bis 3 Jahre alt, 39,3 kg schwer                        | Abschuss                   | illegal bei einer Drückjagd erschossen |
| Jan. 2000      | Brandenburg / Oder-Spree                                      | Rüde, 42 kg schwer                                             | Lebendfang                 | [ 4 ] |
| Juni 2000      | Sachsen / Muskauer Heide                                      | Rudel                                                          | regelmäßige Beobachtungen  | erste nachgewiesene Reproduktion von Wölfen, mindestens vier Welpen |